# Victoriatempel (Rom)
Der Victoriatempel in Rom erhob sich in unmittelbarer Nähe des Magna-Mater-Tempels auf dem Palatin. Der aus Strafgeldern finanzierte und 294 v. Chr. während des zweiten Konsulats des Lucius Postumius Megellus der Victoria geweihte Tempel beherbergte das Kultbild der Magna Mater bis zur Fertigstellung ihres Tempels im Jahr 191 v. Chr. Der Victoriatempel erhielt in spätrepublikanischer Zeit eine korinthische Außenordnung. In frühaugusteischer Zeit, vor 27 v. Chr., wurde der Tempel wohl abermals erneuert, wofür ein Inschriftenfragment vom Palatin spricht, das durch Augustus initiierte Arbeiten am Tempel zu belegen scheint, in der Titulatur den Ehrennamen Augustus aber nicht nennt. Im archäologischen Befund lässt sich dieser Eingriff nicht nachweisen. Wenn die aedes Victoriae korinthischer Ordnung war, kann sie nicht mit dem ionischen Tempel auf einer der Reliefplatten der ara Pietatis identifiziert werden.